# 道格拉斯·亨歇爾
道格拉斯·亨歇爾（Douglas James Henshall，1965年11月19日—）是蘇格蘭的一位演員。他最著名的作品是在英國科幻電視劇重返侏羅紀中飾演Nick Cutter角色。